# Chromoplana bella
Chromoplana bella is een platworm (Platyhelminthes). De worm is tweeslachtig. De soort leeft in het zoute water.
Het geslacht Chromoplana, waarin de platworm wordt geplaatst, wordt tot de familie Chromoplanidae gerekend. De wetenschappelijke naam van de soort werd voor het eerst geldig gepubliceerd in 1922 door Bock.